# Of June
Of June – перший реліз американського сінті-поповогу проекту Owl City. Вперше був представлений на сторінці Адама Янга на MySpace 21 квітня 2007. Після успіху альбому Ocean Eyes, реліз Of June був перевиданий на лейблі Universal Republic.

## Список пісень
Слова та музика - Адам Янг. 
| #  | Назва                          | Тривалість |
| -- | ------------------------------ | ---------- |
| 1. | «Swimming in Miami»            | 4:55       |
| 2. | «Captains and Cruise Ships»    | 3:28       |
| 3. | «Designer Skyline»             | 3:30       |
| 4. | «Panda Bear»                   | 3:08       |
| 5. | «The Airway»                   | 3:23       |
| 6. | «Fuzzy Blue Lights»            | 4:41       |
| 7. | «Hello Seattle» (2007 Version) | 2:57       |

## Позиції в чартах
| Чарт (2007)                            | Найвище місце |
| -------------------------------------- | ------------- |
| U.S. Billboard Dance/Electronic Albums | 15            |